# عدنان اوچلی
عدنان اوچلی (آلبانیایی: Adnan Oçelli؛ زادهٔ ۶ اوت ۱۹۶۳) بازیکن فوتبال اهل آلبانی بود.
از باشگاه‌هایی که در آن بازی کرده‌است می‌توان به باشگاه فوتبال پارتیزانی تیرانا، باشگاه فوتبال یونیون برلین، باشگاه فوتبال خرواتسکی دراگوولیاتس، و باشگاه فوتبال سوون سامسونگ اشاره کرد.
وی همچنین در تیم ملی فوتبال آلبانی بازی کرده‌است.